# Another Green World
Another Green World är ett musikalbum av Brian Eno som släpptes i september 1975 på skivbolaget Island Records. Skivan består till stor del av minimalistiska instrumentella låtar som kan ses som föregångare till musikstilen ambient. På skivan medverkar även musiker som Robert Fripp, Phil Collins och John Cale. Skivan blev överväldigande hyllad av musikkritiker när den släpptes, som ett exempel kan nämnas Robert Christgau som gav skivan sitt högsta betyg A+. På webbplatsen Allmusic har skivan högsta betyg, och de inleder sin recension med att skivan är ett "universellt erkänt mästerverk". Trots detta blev skivan inte någon kommersiell framgång, varken i Storbritannien eller USA.

## Låtlista
(alla låtar komponerade av Brian Eno)
1. "Sky Saw" - 3:27
2. "Over Fire Island" - 1:51
3. "St. Elmo's Fire" - 3:02
4. "In Dark Trees" - 2:31
5. "The Big Ship" - 3:01
6. "I'll Come Running" - 3:49
7. "Another Green World" - 1:41
8. "Sombre Reptiles" - 2:21
9. "Little Fishes" - 1:34
10. "Golden Hours" - 4:00
11. "Becalmed" - 3:56
12. "Zawinul/Lava" - 3:00
13. "Everything Merges with the Night" - 3:59
14. "Spirits Drifting" - 2:36